# 尼布卢姆
尼布卢姆（德語：Nieblum）是德国石勒苏益格－荷尔斯泰因州的一个市镇。总面积7.86平方公里，总人口607人，其中男性282人，女性325人（2011年12月31日），人口密度77人/平方公里。